# 木村方則
木村 方則（きむら まさのり、1968年12月20日 - ）は、日本の俳優。東京都出身。身長177cm。体重67kg。フリー。

## 出演作品

### テレビ
- はぐれ刑事純情派（2001年、テレビ朝日）
- ウルトラマンコスモス（2002年、MBS）
- 相棒（テレビ朝日）
  - （2002年）
  - （2004年）
- 水曜ドラマ / 共犯者（2003年、日本テレビ）
- 僕と彼女と彼女の生きる道（2004年、フジテレビ）
- 土曜ワイド劇場 / 西村京太郎トラベルミステリー42（2005年、テレビ朝日）
- 侍戦隊シンケンジャー（2009年、テレビ朝日）

### 映画
- 安藤組外伝 群狼の系譜（1998年、日本スカイウェイ）

### 舞台
- 小津のまほう使い
- 夏のランナー
- 熱り

### CM
- カゴメ
- 三井住友VISAカード
- 明治乳業